# Розовощёкий неразлучник
Розовощёкий неразлучник (лат. Agapornis roseicollis) — птица отряда попугаеобразных.

## Внешний вид
Длина тела 17 см, крыла 10 см; вес 40—60 г. Обладает красочной расцветкой с интенсивно-зелёными тонами, задняя часть спины с синим оттенком. Горло и щёки розового цвета, лоб ярко-красный, клюв соломенно-жёлтый. Средние рулевые перья зелёные, боковые — красные с широкими чёрными полосками и узкими зелёными в концевой части, кроющие перья хвоста ярко-голубые. У молодых птенцов клюв коричнево-чёрный со светлым кончиком. В окраске отсутствует красный цвет. Самки немного крупнее самцов, окрашены менее ярко.

## Распространение
Обитает в Анголе, Намибии и ЮАР.

## Образ жизни
Населяют сухие области, но всегда держатся мест с источниками воды. Живут стаями, а при гнездовании разбиваются на пары и занимают под гнездо дупла или гнёзда воробьёв либо ткачиков. Гнездятся и в жилищах человека — в стенах хижин и под крышами домов.

## Размножение
Гнездо устраивает самка. Она же и переносит гнездовой материал, засунув его в перья надхвостья. Часто бывает, что за один «рейс» самка несёт на себе 6—8 кусочков коры, плотно прижав их перьями надхвостья. В кладке бывает от 3 до 6 белых яиц. Самка насиживает кладку в течение 21—23 дней. Молодые вылетают из гнезда в возрасте 5—6 недель. Самец подкармливает их ещё около двух недель, а самка готовится к следующей кладке. Молодые птенцы, покидающие гнездо, уже хорошо летают, а через 12—15 дней становятся полностью самостоятельными. Окраска у молодых птиц более тусклая, клюв серо-чёрного цвета. Полностью перелинивают они в возрасте 6—8 месяцев.

## Содержание
Самый распространённый из данного рода вид у любителей клеточного содержания попугаев. Обычно их, как и всех неразлучников, содержат парами, но при одиночном содержании розовощёкие неразлучники быстро становятся ручными и могут научиться говорить несколько слов. Долгое время неразлучников считали неспособными к обучению, но в последние годы всё чаще появляются сообщения о говорящих неразлучниках.

## Фото

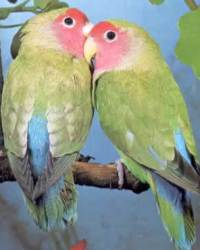
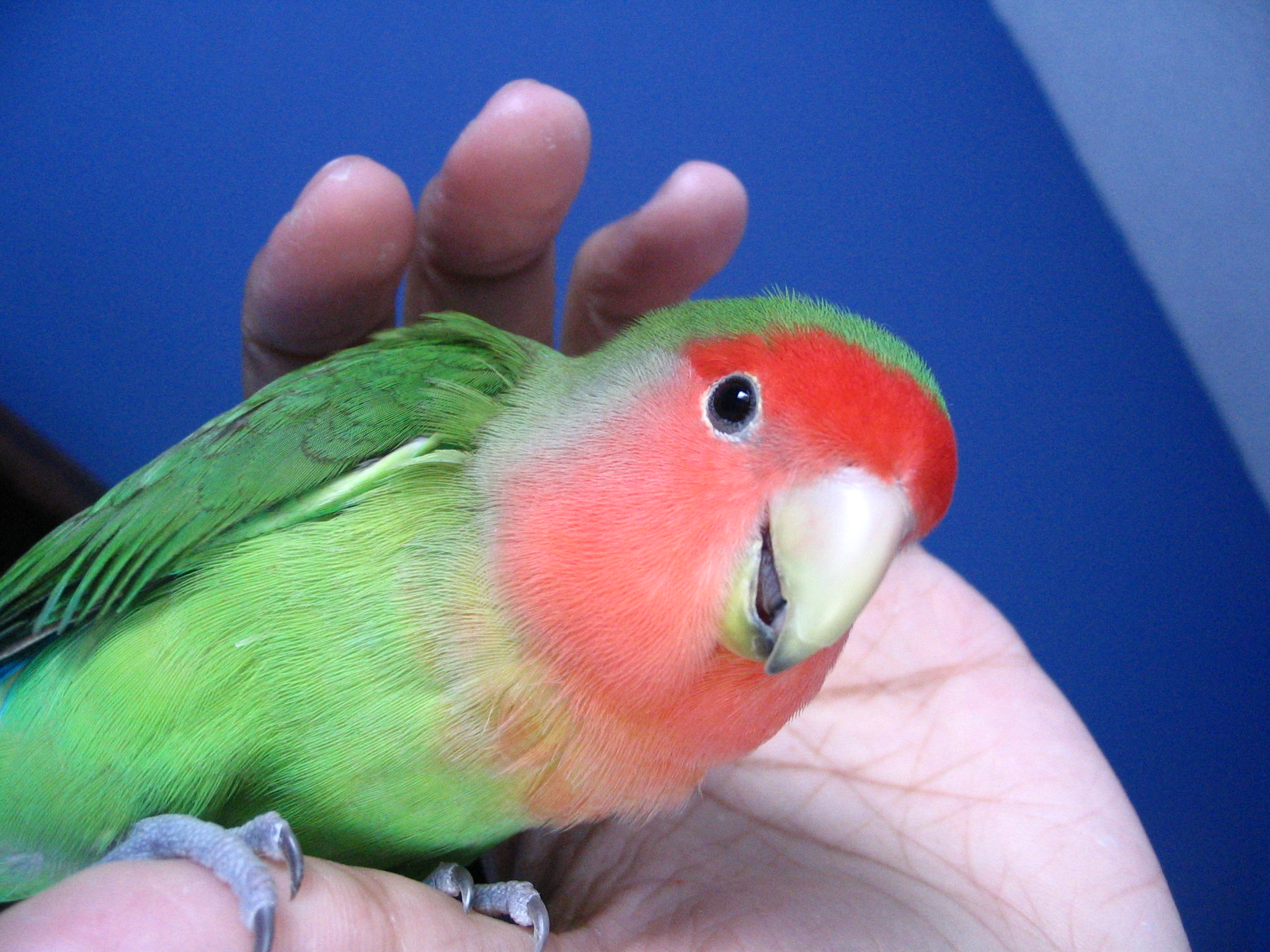
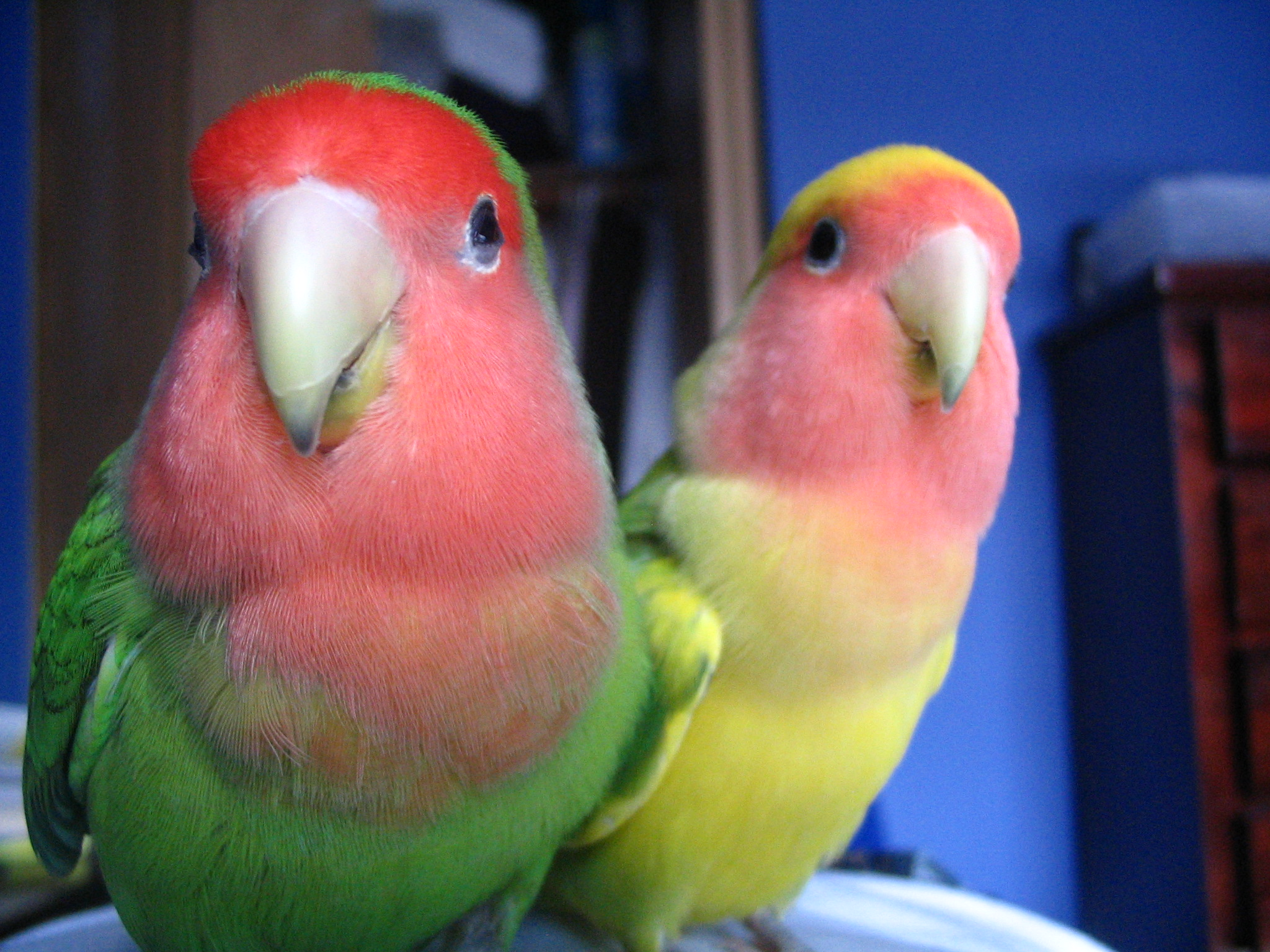
Зелёный и жёлтый подвиды неразлучников.
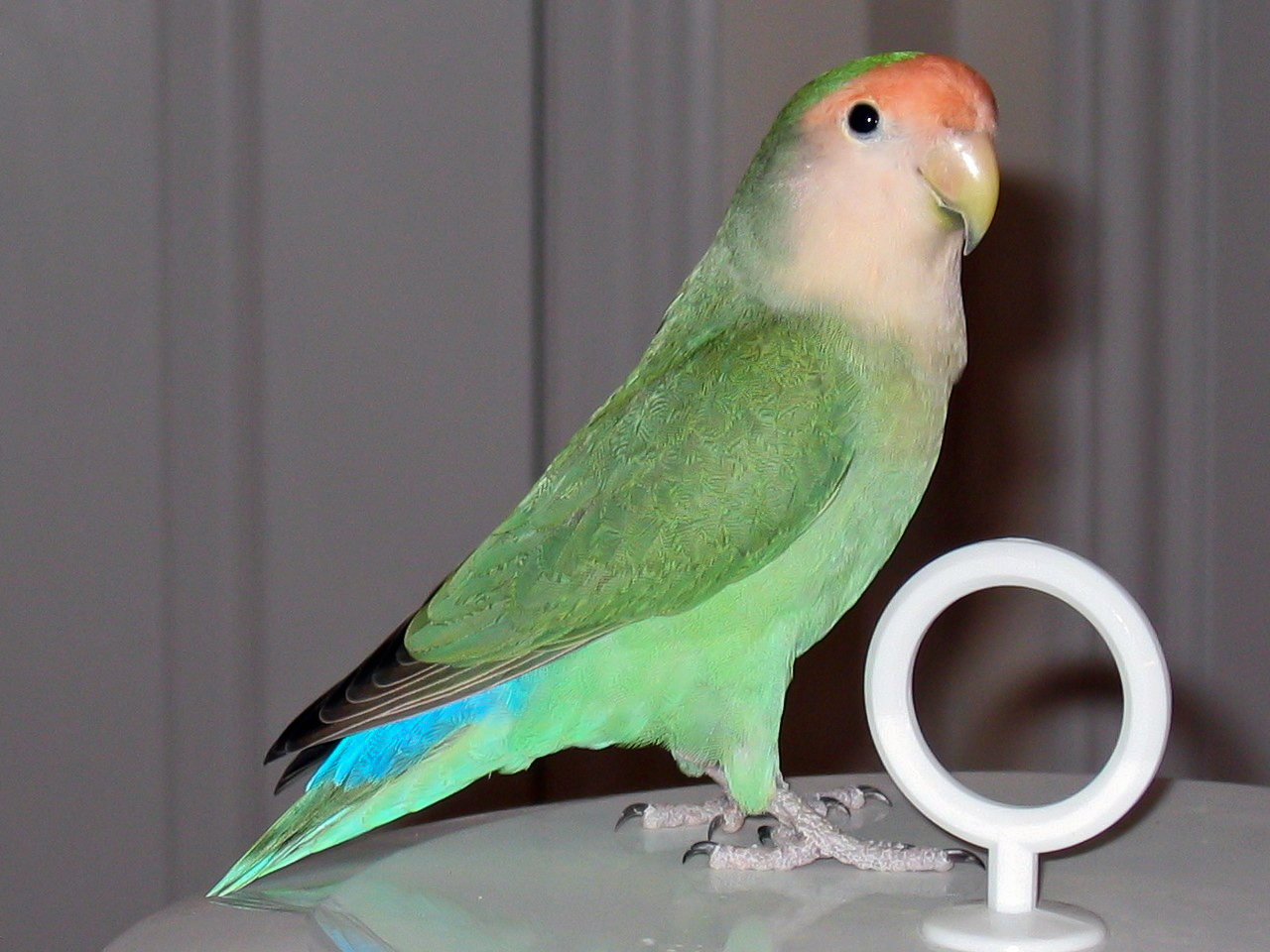
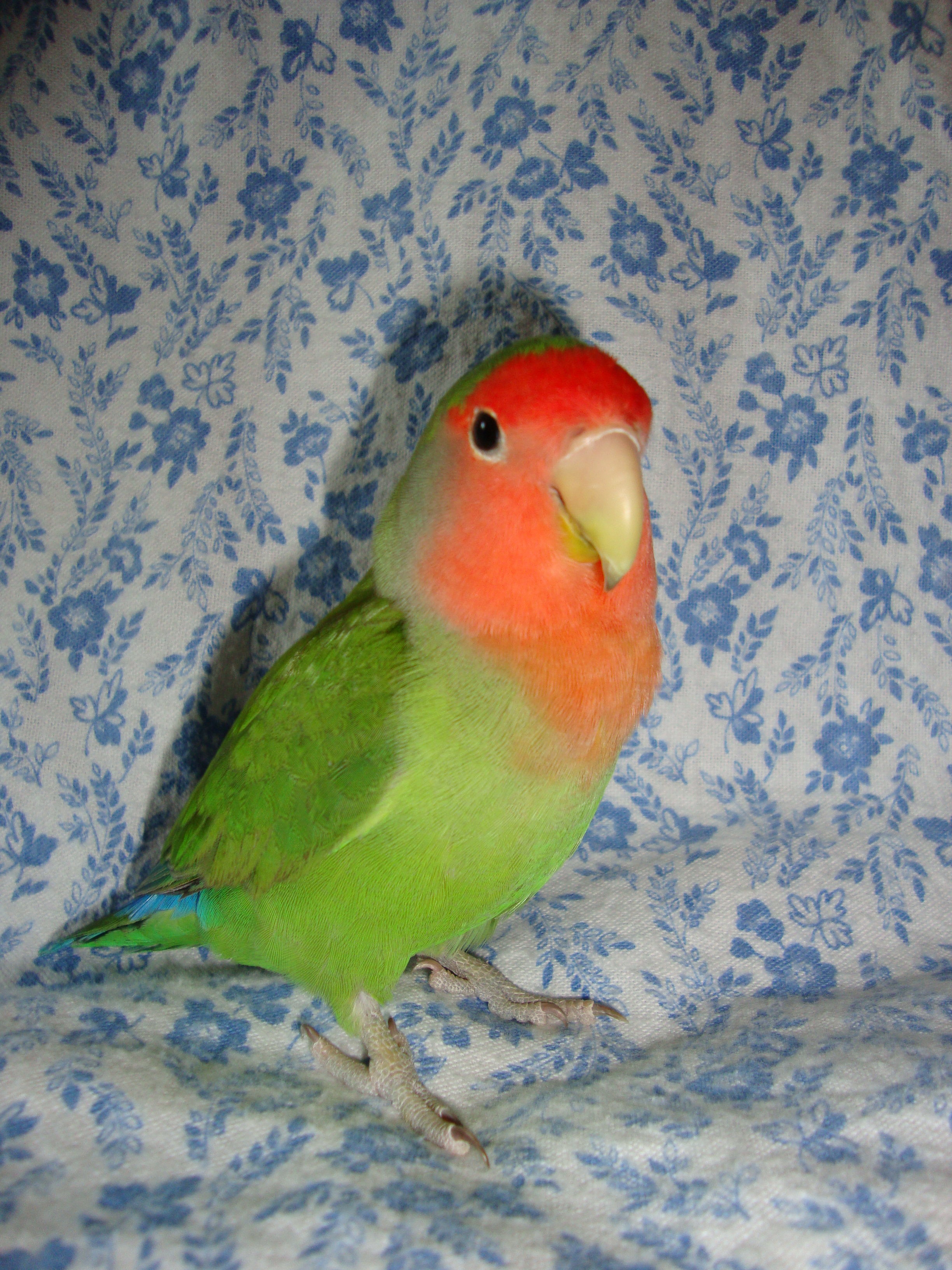
Половозрелый самец.
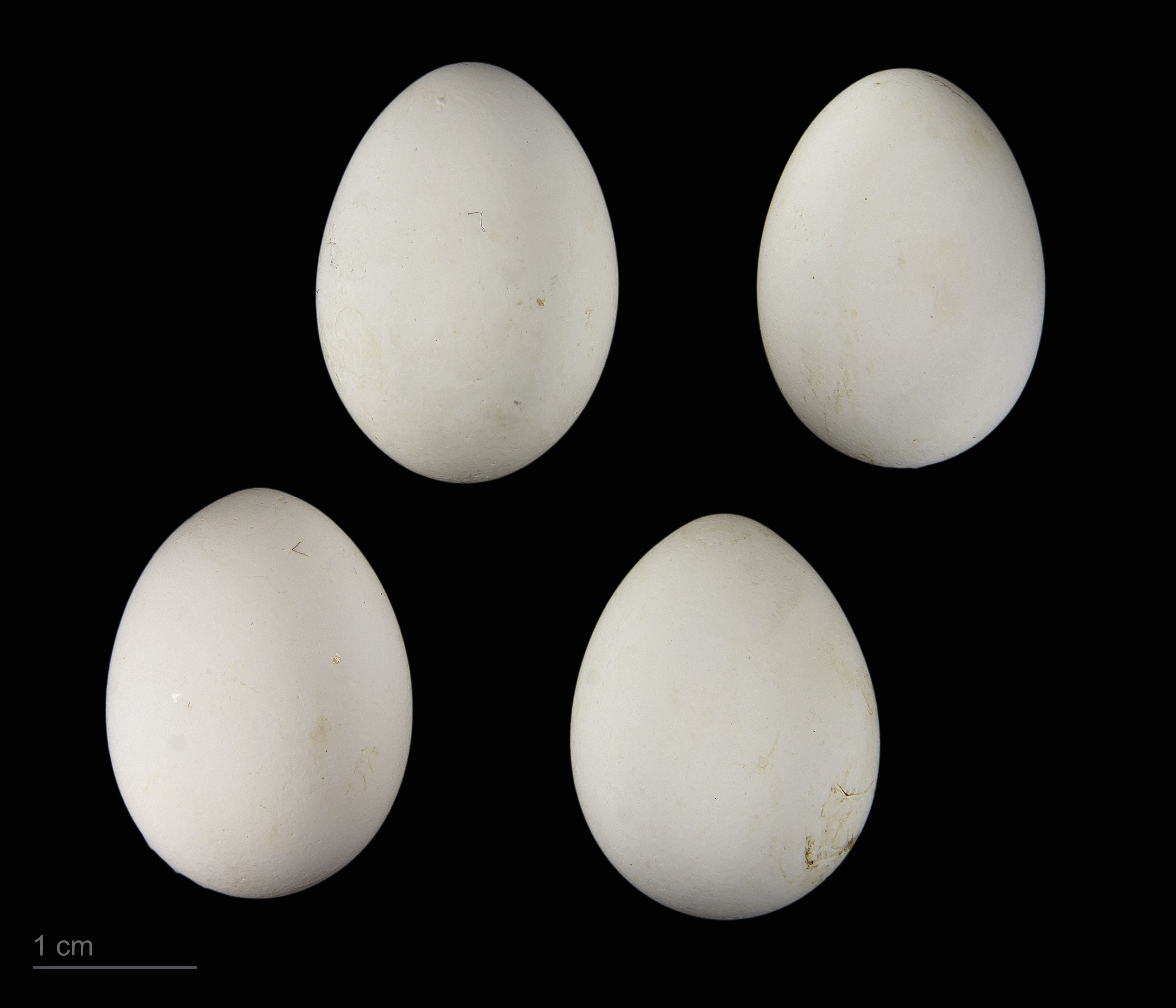
яйцо Agapornis roseicollis — Тулузский музей